# Max Lidl
Max Lidl (* 1812; † nach 1876) war ein deutscher Agrarwissenschaftler. Als Professor für Pflanzenbau lehrte er an der Landwirtschaftlichen Centralschule in Weihenstephan.

## Leben und Wirken
Max Lidl, Sohn eines Rechnungskommissärs, studierte von 1835 bis 1838 Naturwissenschaften und Landwirtschaft an der Universität München und legte ein Jahr später die Prüfung für das Lehramt an einer Landwirtschafts- und Gewerbeschule ab. 1840 erhielt er eine Anstellung als Assistent an der Universität München im Kollegium der Agrikulturchemie. Seit 1844 arbeitete er als Geometer bei der bayerischen Steuerkatasterkommission. 
1852 wurde Lidl als Dozent für Pflanzenbau an die Landwirtschaftliche Centralschule Weihenstephan (Vorläufer der landwirtschaftlichen Abteilung der Technischen Hochschule München) berufen und 1855 zum Professor ernannt. Er hielt Vorlesungen über Allgemeinen und Speziellen Pflanzenbau, sowie über Obst-, Wein- und Gartenbau. 1864 wurde er im Alter von 52 Jahren in den Ruhestand versetzt.
Nach seiner vorzeitigen Pensionierung, deren nähere Umstände nicht bekannt sind, unternahm Lidl landwirtschaftliche Studienreisen durch Bayern. Das Ergebnis dieser Reisetätigkeit sind die drei Bücher: Landwirthschaftliche Reise durch den bayerischen Wald  (1865), Die landwirthschaftlichen Zustände der fruchtbaren Donauebene Niederbayerns (1871) und Wanderungen durch die Starnberger- und Ammerseeregion (1876). Diese Reiseberichte mit detaillierter Beschreibung der landwirtschaftlichen Verhältnisse, insbesondere über den Anbau der Kulturpflanzen, sind informative historische Quellen sowohl für die allgemeine Agrargeschichte als auch für die Geschichte des Pflanzenbaus.

## Hauptwerke
- Landwirthschaftliche Reise durch den bayerischen Wald. Ein Beitrag zur Darstellung der landwirthschaftlichen Zustände Bayerns. Verlag Pustet Regensburg 1865. Neu herausgegeben von Fritz Markmiller. Morsak Verlag Grafenau 1986.
- Lesebuch für landwirthschaftliche Fortbildungsschulen und zum Selbstunterrichte für angehende Landwirthe. Central-Schulbücher-Verlag München 1866.
- Die landwirthschaftlichen Zustände der fruchtbaren Donauebene Niederbayerns. Attenkofer´sche Buchhandlung Straubing 1871.
- Wanderungen durch die Starnberger- und Ammerseeregion. Attenkofer´sche Buchhandlung Straubing 1876; 2. Aufl. Verlag Verza Landsberg am Lech 1878.